# A Thousand Miles from Nowhere
"'A Thousand Miles from Nowhere" é uma canção composta e gravada pelo cantor norte-americano de música country, Dwight Yoakam, lançada como segundo single do seu álbum This Time, em junho de 1993. Assim como seu single anterior, "A Thousand Miles from Nowhere" alcançou a segunda posição nos Estados Unidos e terceira posição no Canadá. A música serviu de trilha sonora para dois filmes, que são Red Rock West e Chasers.

## Desempenho nas paradas
| Parada (1993)                                | Melhor posição |
| -------------------------------------------- | -------------- |
| Canadá (RPM Country Tracks)                  | 3              |
| Estados Unidos (Billboard Hot Country Songs) | 2              |

### Paradas de fim de ano
| Parada (1993)                   | Posição |
| ------------------------------- | ------- |
| Country Tracks (Canadá) (RPM)   | 62      |
| Country Songs (EUA) (Billboard) | 17      |